# I liga urugwajska w piłce nożnej (2007/2008)
Mistrzem Urugwaju w sezonie 2007/08 został mistrz turnieju Apertura, klub Defensor Sporting, natomiast wicemistrzem został mistrz turnieju Clausura – CA Peñarol. O tym, które kluby będą reprezentować futbol urugwajski w międzynarodowych pucharach zadecydował rozegrany na koniec sezonu turniej Copa Artigas.
- do Copa Libertadores w roku 2009 zakwalifikowały się trzy kluby: Club Nacional de Football, Defensor Sporting i CA Peñarol.
- do Copa Sudamericana w roku 2008 zakwalifikowały się dwa kluby: Defensor Sporting i River Plate Montevideo.

Do drugiej ligi spadły następujące trzy kluby: Fénix Montevideo, Miramar Miramar Misiones i Progreso Montevideo. Na ich miejsce awansowały trzy najlepsze kluby drugoligowe: Racing Montevideo (mistrz drugiej ligi), Cerro Largo Melo i Villa Española Montevideo.

## Torneo Apertura 2007/08

### Apertura 1
| Data             | Mecz |
| ---------------- | --- |
| 18 sierpnia 2007 | Defensor Sporting – Rampla Juniors 2:1 Mauro Vila 63, Álvaro Navarro 93 – Jorge Cazulo 39                                                                  |
| 18 sierpnia 2007 | Montevideo Wanderers – Tacuarembó 1:1 Danilo Peinado 58 – Nicolás Nicolay 89k                                                                              |
| 19 sierpnia 2007 | River Plate Montevideo – Liverpool Montevideo 3:2 Richard Porta 22, 54k, Fabricio Núñez 36 – Juan Manuel Díaz 82, 91                                       |
| 19 sierpnia 2007 | Juventud Las Piedras – Danubio FC 0:1 Ignacio González 19                                                                                                  |
| 19 sierpnia 2007 | CA Bella Vista – CA Cerro 0:3 Raúl Molina 56, Jorge Delgado 72, Pablo Caballero González 83                                                                |
| 19 sierpnia 2007 | Miramar Miramar Misiones – Progreso Montevideo 1:0 Marcelo Mansilla 47 mecz przerwany w 83 minucie z powodu zamieszek na trybunach – dokończony 5 września |
| 19 sierpnia 2007 | Fénix Montevideo – Club Nacional de Football 1:1 Maximiliano Pérez 35 – Bruno Fornaroli 29                                                                 |
| 29 sierpnia 2007 | Central Español Montevideo – CA Peñarol 0:4 Arnulfo Valentierra 21, José María Franco 25k, 29, Fernando Correa 48                                          |
| 5 września 2007  | Miramar Miramar Misiones – Progreso Montevideo 1:0 Marcelo Mansilla 47 dokończenie brakujących 7 minut meczu przerwanego 19 sierpnia                       |

### Apertura 2
| Data             | Mecz |
| ---------------- | --- |
| 25 sierpnia 2007 | Danubio FC – Miramar Miramar Misiones 3:0 Cristian Stuani 35, Cristian Bardaro 64, Ribair Rodríguez 67                                                             |
| 25 sierpnia 2007 | Club Nacional de Football – Montevideo Wanderers 2:0 Bruno Fornaroli 68, Juan Pablo Pereyra 80                                                                     |
| 26 sierpnia 2007 | CA Peñarol – River Plate Montevideo 3:6 José María Franco 43, 65, Sergio Maximliano Pérez 87 – Leandro Ezquerra 9, Richard Porta 49, 75, 93, José Pedro Cardoso 90 |
| 26 sierpnia 2007 | Rampla Juniors – CA Bella Vista 1:0 Carlos Aguiar 75 |
| 26 sierpnia 2007 | Tacuarembó – Defensor Sporting 1:0 Nicolás Nicolay 60 |
| 26 sierpnia 2007 | CA Cerro – Fénix Montevideo 1:1 Fernando Alves 56 – William Ferreira Martínez 46                                                                                   |
| 26 sierpnia 2007 | Progreso Montevideo – Juventud Las Piedras 0:1 Gastón Machado 80                                                                                                   |
| 26 sierpnia 2007 | Liverpool Montevideo – Central Español Montevideo 3:0 Héctor Acuña 5, Elías Ricardo Figueroa 50, 80                                                                |

### Apertura 3
| Data            | Mecz |
| --------------- | --- |
| 1 września 2007 | Juventud Las Piedras – CA Peñarol 1:1 Mauricio Pérez 87 – Julio Mozzo 85                                        |
| 1 września 2007 | Miramar Miramar Misiones – Liverpool Montevideo 1:0 Danilo Rivero 68                                            |
| 1 września 2007 | River Plate Montevideo – CA Cerro 0:0                                                                           |
| 2 września 2007 | Central Español Montevideo – Progreso Montevideo 3:0 Ángel Gutiérrez 10, Gastón Otrera 76, Bruno de Oliveira 81 |
| 2 września 2007 | Fénix Montevideo – Danubio FC 0:0                                                                               |
| 2 września 2007 | Defensor Sporting – Club Nacional de Football 1:0 Pablo Gaglianone 89                                           |
| 2 września 2007 | Montevideo Wanderers – Rampla Juniors 1:2 Julio Rodríguez 66 – Martín Peula 29, Oscar Dastés 58                 |
| 2 września 2007 | CA Bella Vista – Tacuarembó 1:1 Walt Báez 68 – Franco Ariel Sosa 93                                             |

### Apertura 4
| Data            | Mecz |
| --------------- | --- |
| 6 września 2007 | Club Nacional de Football – CA Bella Vista 2:2 Deivis Barone 45, 54 – Nicolás Freitas 7, José Luis Tancredi 70                        |
| 7 września 2007 | CA Peñarol – Montevideo Wanderers 0:1 Diego Chaves 40                                                                                 |
| 7 września 2007 | Rampla Juniors – River Plate Montevideo 3:1 Oscar Dastés 9, Martín Peula 53, Omar Pérez Aguado 86 – Martín Rodríguez 91               |
| 7 września 2007 | Defensor Sporting – Danubio FC 0:0 |
| 8 września 2007 | Progreso Montevideo – Fénix Montevideo 1:4 Sebastián Morquio 12 – Dany González 61, William Ferreira Martínez 71k, 88, Diego Ifrán 77 |
| 9 września 2007 | Tacuarembó – Miramar Miramar Misiones 1:0 Mario Amorín 92                                                                             |
| 9 września 2007 | CA Cerro – Central Español Montevideo 0:0                                                                                             |
| 9 września 2007 | Liverpool Montevideo – Juventud Las Piedras 1:1 Héctor Acuña 44 – Santiago Fosgt 63                                                   |

### Apertura 5
| Data             | Mecz |
| ---------------- | --- |
| 16 września 2007 | Central Español Montevideo – Rampla Juniors 1:2 Germán Hornos 86 – Jorge Cazulo 58, Omar Pérez Aguado 81k                                         |
| 16 września 2007 | Defensor Sporting – Progreso Montevideo 3:0 Juan Martín Parodi 28, Álvaro Navarro 60, Sergio Valenti 76                                           |
| 16 września 2007 | Montevideo Wanderers – Liverpool Montevideo 2:0 Danilo Peinado 29, Julio Rodríguez 53                                                             |
| 16 września 2007 | Miramar Miramar Misiones – Club Nacional de Football 0:1 Juan Pablo Pereyra 84                                                                    |
| 16 września 2007 | River Plate Montevideo – Danubio FC 1:3 Richard Porta 92k – Cristian Stuani 30, 55k, 71k                                                          |
| 19 września 2007 | Fénix Montevideo – Tacuarembó 2:0 Diego Ifrán 45, William Ferreira Martínez 87                                                                    |
| 19 września 2007 | CA Bella Vista – CA Peñarol 2:3 Cristian Yeladián 63, José Luis Tancredi 78 – Matías Manrique 32, Antonio Pacheco D’Agosti 61, Nicolás Vigneri 93 |
| 26 września 2007 | Juventud Las Piedras – CA Cerro 0:0 |

### Apertura 6
| Data             | Mecz |
| ---------------- | --- |
| 22 września 2007 | Danubio FC – Central Español Montevideo 3:1 Cristian Stuani 11, 71, 92 – Damián Rodríguez 83                                                                                       |
| 22 września 2007 | Club Nacional de Football – Juventud Las Piedras 0:0 |
| 22 września 2007 | Progreso Montevideo – CA Bella Vista 0:2 Hernán Figueredo 20, Valentín Villazán 37                                                                                                 |
| 23 września 2007 | CA Peñarol – Miramar Miramar Misiones 1:0 Leonardo Fabio Moreno 94 |
| 23 września 2007 | Rampla Juniors – Fénix Montevideo 0:0 |
| 23 września 2007 | Tacuarembó – River Plate Montevideo 2:3 Nicolás Nicolay 10, Jesús Benítez 79 – Richard Porta 50, Henry Damián Giménez 71, Leandro Ezquerra 77k                                     |
| 23 września 2007 | CA Cerro – Montevideo Wanderers 4:3 Fernando Alves 14, Jorge Artigas 38, Fabián Trujillo 65, Richard Requelme 83 – Julio Rodríguez 56, Matías Espíndola 61s, Emiliano Tellechea 76 |
| 23 września 2007 | Liverpool Montevideo – Defensor Sporting 0:0 |

### Apertura 7
| Data             | Mecz |
| ---------------- | --- |
| 29 września 2007 | Juventud Las Piedras – Tacuarembó 2:0 Iván Pailós 38, Ismael Espiga 59                                                                                                  |
| 29 września 2007 | Fénix Montevideo – CA Peñarol 0:0 |
| 29 września 2007 | Defensor Sporting – CA Cerro 4:0 Diego de Souza Carballo 2, Tabaré Viudez 55, Sebastián Fernández 64, Andrés Lamas 82                                                   |
| 30 września 2007 | Central Español Montevideo – Club Nacional de Football 1:1 Ángel Gutiérrez 71 – Richard Morales 73                                                                      |
| 30 września 2007 | Montevideo Wanderers – Danubio FC 3:1 Danilo Peinado 13, Matías Quagliotti 84k, 86k – Cristian Stuani 49k                                                               |
| 30 września 2007 | CA Bella Vista – Liverpool Montevideo 3:5 Valentín Villazán 37, Álvaro Pintos 61, Hernán Figueredo 65 – Osvaldo Francisco Canobbio 38k, 41, 71k, 83, Carlos Santucho 66 |
| 30 września 2007 | Miramar Miramar Misiones – Rampla Juniors 0:2 Omar Pérez Aguado 45, 87k                                                                                                 |
| 30 września 2007 | River Plate Montevideo – Progreso Montevideo 6:0 Richard Porta 2, 19, Bruno Montelongo 72, Henry Damián Giménez 81, Martín Rodríguez 86, Federico Puppo 89              |

### Apertura 8
| Data                 | Mecz |
| -------------------- | --- |
| 6 października 2007  | Danubio FC – CA Peñarol 3:1 Cristian Stuani 12, 14k, 62 – Julio Mozzo 26 mecz przerwany w 62 minucie z powodu zamieszek na trybunach – wynik meczu zachowano |
| 6 października 2007  | CA Bella Vista – Montevideo Wanderers 1:2 José Luis Tancredi 69 – Jonathan Charquero 74, Sebastián Rosano 88                                                 |
| 7 października 2007  | Juventud Las Piedras – Central Español Montevideo 3:1 Gastón Machado 27, Ismael Espiga 55, Rodrigo Mora 91 – Germán Hornos 9                                 |
| 7 października 2007  | Rampla Juniors – Club Nacional de Football 1:0 Álvaro Méndez 1                                                                                               |
| 7 października 2007  | CA Cerro – Tacuarembó 0:2 José da Silva 35, Nicolás Nicolay 85                                                                                               |
| 7 października 2007  | Liverpool Montevideo – Progreso Montevideo 1:2 Emiliano Alfaro 25 – Mathías Riquero 32, 41                                                                   |
| 7 października 2007  | River Plate Montevideo – Miramar Miramar Misiones 2:2 Richard Porta 9, Jorge Zambrana 32 – Marcelo Mansilla 46k, Adrián Speranza 73                          |
| 14 października 2007 | Defensor Sporting – Fénix Montevideo 3:0 Álvaro Navarro 27, 91, Andrés Lamas 80                                                                              |

### Apertura 9
| Data                 | Mecz |
| -------------------- | --- |
| 20 października 2007 | Central Español Montevideo – River Plate Montevideo 3:1 Germán Hornos 9, 78, Ángel Gutiérrez 72 – Richard Porta 48k |
| 20 października 2007 | Club Nacional de Football – Danubio FC 0:2 Cristian Bardaro 59, Daley Mena 78                                       |
| 20 października 2007 | Tacuarembó – Rampla Juniors 1:0 Nicolás Nicolay 72                                                                  |
| 21 października 2007 | CA Peñarol – Liverpool Montevideo 4:0 José María Franco 7, 85, Fernando Correa 51, 90                               |
| 21 października 2007 | Fénix Montevideo – Juventud Las Piedras 0:0                                                                         |
| 21 października 2007 | Montevideo Wanderers – Defensor Sporting 1:2 Emiliano Tellechea 23 – Álvaro Navarro 38k, Pablo Gaglianone 46        |
| 21 października 2007 | Progreso Montevideo – CA Cerro 1:1 Luis Almada 45 – Alberto Ortega 7                                                |
| 21 października 2007 | Miramar Miramar Misiones – CA Bella Vista 1:0 Marcelo Mansilla 91k                                                  |

### Apertura 10
| Data                 | Mecz |
| -------------------- | --- |
| 27 października 2007 | Danubio FC – CA Bella Vista 2:2 Cristian Bardaro 22, Daley Mena 58 – Ignacio Amarilla 67s, Diego Gallardo 88                        |
| 27 października 2007 | Tacuarembó – Central Español Montevideo 3:3 Nicolás Nicolay 5, 39k, Rider O’Neil 69 – Abel Hernández 4, 14, Ángel Gutiérrez 66      |
| 28 października 2007 | Club Nacional de Football – River Plate Montevideo 3:1 Bruno Fornaroli 12, 53, Flavio Córdoba 90s – Richard Porta 17k               |
| 28 października 2007 | Rampla Juniors – Juventud Las Piedras 2:1 Álvaro Méndez 36, Martín Peula 78 – Federico Rariz 44                                     |
| 28 października 2007 | CA Cerro – Miramar Miramar Misiones 2:0 Sebastián Regueiro 63, Christian Vaquero 85                                                 |
| 28 października 2007 | Progreso Montevideo – Montevideo Wanderers 2:3 Sebastián Morquio 3k, Mathías Riquero 23 – Danilo Peinado 21, Julio Rodríguez 46, 58 |
| 28 października 2007 | Liverpool Montevideo – Fénix Montevideo 4:0 Andrés Rodales 13, Nicolás Correa 27, Emiliano Alfaro 41, Andrés Aparicio 55            |
| 7 listopada 2007     | CA Peñarol – Defensor Sporting 0:2 Sebastián Fernández 46, Álvaro Navarro 92                                                        |

### Apertura 11
| Data             | Mecz |
| ---------------- | --- |
| 3 listopada 2007 | CA Cerro – CA Peñarol 0:0                                                                                      |
| 3 listopada 2007 | CA Bella Vista – River Plate Montevideo 0:1 Richard Porta 47k                                                  |
| 4 listopada 2007 | Club Nacional de Football – Liverpool Montevideo 2:0 Bruno Fornaroli 37, Juan Pablo Pereyra 84                 |
| 4 listopada 2007 | Fénix Montevideo – Central Español Montevideo 1:2 Martín Cardozo 19 – Abel Hernández 27, Paolo Patritti 85     |
| 4 listopada 2007 | Rampla Juniors – Danubio FC 0:0                                                                                |
| 4 listopada 2007 | Defensor Sporting – Juventud Las Piedras 2:0 Álvaro Navarro 24, Sebastián Fernández 63                         |
| 4 listopada 2007 | Montevideo Wanderers – Miramar Miramar Misiones 2:1 Javier Tetes 27s, Danilo Peinado 58 – Marcelo Mansilla 64k |
| 4 listopada 2007 | Progreso Montevideo – Tacuarembó 2:1 Jorge Ramírez 10, Maximiliano Lombardi 48 – Nicolás Nicolay 51            |

### Apertura 12
| Data              | Mecz |
| ----------------- | --- |
| 10 listopada 2007 | Danubio FC – CA Cerro 1:2 Ignacio González 94 – Rodrigo Muñoz 53k, 84k                                                                     |
| 10 listopada 2007 | Tacuarembó – Club Nacional de Football 1:4 Nicolás Nicolay 10 – Mauricio Victorino 13, Richard Morales 22, 41, Pablo Caballero González 92 |
| 10 listopada 2007 | Miramar Miramar Misiones – Fénix Montevideo 0:1 Diego Ifrán 66                                                                             |
| 11 listopada 2007 | CA Peñarol – Progreso Montevideo 0:3 Maximiliano Lombardi 16, Jorge Ramírez 49, Mathías Riquero 84                                         |
| 11 listopada 2007 | Central Español Montevideo – CA Bella Vista 2:0 Abel Hernández 18, 28                                                                      |
| 11 listopada 2007 | Juventud Las Piedras – Montevideo Wanderers 1:1 Gastón Machado 38 – Edgard Martínez 73                                                     |
| 11 listopada 2007 | Liverpool Montevideo – Rampla Juniors 0:1 Martín Peula 46                                                                                  |
| 11 listopada 2007 | River Plate Montevideo – Defensor Sporting 5:1 Richard Porta 13, 18k, 43, 77, Williams Guillermo Martínez 29s – Mauro Vila 89              |

### Apertura 13
| Data              | Mecz |
| ----------------- | --- |
| 24 listopada 2007 | Tacuarembó – Danubio FC 0:2 Cristian Stuani 21, 88 |
| 24 listopada 2007 | Montevideo Wanderers – Central Español Montevideo 2:3 Sebastián Rosano 33, Jonathan Charquero 77 – Germán Hornos 44, José Denis 56, Paolo Patritti 83 |
| 24 listopada 2007 | CA Bella Vista – Juventud Las Piedras 0:1 Gastón Machado 30                                                                                           |
| 24 listopada 2007 | Miramar Miramar Misiones – Defensor Sporting 0:2 Álvaro Navarro 59k, Sebastián Fernández 75                                                           |
| 24 listopada 2007 | River Plate Montevideo – Fénix Montevideo 1:1 Richard Porta 38k – Federico Aguilera 84                                                                |
| 25 listopada 2007 | Club Nacional de Football – CA Peñarol 1:1 Richard Morales 79 – Antonio Pacheco D’Agosti 67k                                                          |
| 25 listopada 2007 | Progreso Montevideo – Rampla Juniors 2:2 Mathías Riquero 30, Fabricio Cetraro 52 – Enrique Ferraro 86, Álvaro Méndez 93                               |
| 25 listopada 2007 | Liverpool Montevideo – CA Cerro 0:1 Joaquín Boghossian 80                                                                                             |

### Apertura 14
| Data           | Mecz |
| -------------- | --- |
| 1 grudnia 2007 | Juventud Las Piedras – Miramar Miramar Misiones 2:0 Rodrigo Mora 51, Anselmo de Almeida 77                                                                                    |
| 1 grudnia 2007 | Fénix Montevideo – CA Bella Vista 2:0 Maximiliano Pérez 20, Dany González 92                                                                                                  |
| 1 grudnia 2007 | Progreso Montevideo – Club Nacional de Football 0:1 Nicolás Lodeiro 80 |
| 2 grudnia 2007 | CA Peñarol – Tacuarembó 1:1 Nicolás Vigneri 54 – Adrián Argachá 56 |
| 2 grudnia 2007 | Central Español Montevideo – Defensor Sporting 1:2 Paolo Patritti 88 – Sebastián Fernández 57, Andrés Lamas 90                                                                |
| 2 grudnia 2007 | Danubio FC – Liverpool Montevideo 4:3 Ignacio González 45+1, Cristian Stuani 57k, 83, Pedro Irala 70 – Héctor Acuña 10, Osvaldo Francisco Canobbio 27, Nicolás Correa 87      |
| 2 grudnia 2007 | Rampla Juniors – CA Cerro 1:1 Álvaro Méndez 56 – Daniel Baldi 45 |
| 2 grudnia 2007 | River Plate Montevideo – Montevideo Wanderers 5:1 Edgar Martínez 19s, Leandro Silva 42, Federico Vega 44, Jorge Marcelo Rodríguez 85, Juan Ramón Curbelo 89 – Diego Chaves 46 |

### Apertura 15
| Data           | Mecz |
| -------------- | --- |
| 8 grudnia 2007 | Rampla Juniors – CA Peñarol 3:2 Álvaro Méndez 24, Gonzalo Garabano 79, Carlos Aguiar 87 – Nicolás Vigneri 27, Sergio Maximliano Pérez 80 |
| 8 grudnia 2007 | Miramar Miramar Misiones – Central Español Montevideo 3:1 Pablo Meloño 24, 36, Rodolfo López 52 – Abel Hernández 17                      |
| 9 grudnia 2007 | Danubio FC – Progreso Montevideo 9:1 Ignacio González 2, 28, 48, 67, Cristian Stuani 7, 34, 40, 49, Enzo Scorza 84 – Junior Aliberti 45  |
| 9 grudnia 2007 | Juventud Las Piedras – River Plate Montevideo 3:1 Gastón Bueno 3, Rodrigo Mora 7, 75 – Richard Porta 59                                  |
| 9 grudnia 2007 | Defensor Sporting – CA Bella Vista 2:1 Williams Guillermo Martínez 16, Mauro Vila 34 – Hernán Figueredo 13                               |
| 9 grudnia 2007 | Montevideo Wanderers – Fénix Montevideo 1:1 Facundo Martínez 70 – William Ferreira Martínez 60                                           |
| 9 grudnia 2007 | CA Cerro – Club Nacional de Football 1:1 Daniel Baldi 49 – Richard Morales 83                                                            |
| 9 grudnia 2007 | Liverpool Montevideo – Tacuarembó 0:0 |

### Tabela końcowa Apertura 2007/08
| Poz | Klub                       | Mecze | Zw | Rem | Por | Pkt | BrZd | BrStr |
| --- | -------------------------- | ----- | -- | --- | --- | --- | ---- | ----- |
| 1   | Defensor Sporting          | 15    | 11 | 2   | 2   | 35  | 26   | 10    |
| 2   | Danubio FC                 | 15    | 9  | 4   | 2   | 31  | 34   | 14    |
| 3   | Rampla Juniors             | 15    | 9  | 4   | 2   | 31  | 21   | 12    |
| 4   | River Plate Montevideo     | 15    | 7  | 3   | 5   | 24  | 37   | 27    |
| 5   | Club Nacional de Football  | 15    | 6  | 6   | 3   | 24  | 19   | 12    |
| 6   | Juventud Las Piedras       | 15    | 6  | 6   | 3   | 24  | 16   | 10    |
| 7   | CA Cerro                   | 15    | 5  | 8   | 2   | 23  | 16   | 14    |
| 8   | Montevideo Wanderers       | 15    | 6  | 3   | 6   | 21  | 24   | 26    |
| 9   | Fénix Montevideo           | 15    | 4  | 8   | 3   | 20  | 14   | 14    |
| 10  | Central Español Montevideo | 15    | 5  | 3   | 7   | 18  | 22   | 28    |
| 11  | CA Peñarol                 | 15    | 4  | 5   | 6   | 17  | 21   | 23    |
| 12  | Tacuarembó                 | 15    | 4  | 5   | 6   | 17  | 15   | 21    |
| 13  | Miramar Miramar Misiones   | 15    | 4  | 1   | 10  | 13  | 9    | 20    |
| 14  | Liverpool Montevideo       | 15    | 3  | 3   | 9   | 12  | 19   | 24    |
| 15  | Progreso Montevideo        | 15    | 3  | 2   | 10  | 11  | 14   | 38    |
| 16  | CA Bella Vista             | 15    | 1  | 3   | 11  | 6   | 14   | 28    |

### Klasyfikacja strzelców bramek
| Gole | Piłkarz         | Klub                   |
| ---- | --------------- | ---------------------- |
| 19   | Richard Porta   | River Plate Montevideo |
| 19   | Cristian Stuani | Danubio FC             |
| 9    | Nicolás Nicolay | Tacuarembó             |

## Torneo Clausura 2007/08

### Clausura 1
| Data           | Mecz |
| -------------- | --- |
| 16 lutego 2008 | Rampla Juniors – Defensor Sporting 1:6 Oscar Dastés 64 – Sebastián Fernández 53, 70, Miguel Amado 60, Jairo Castillo 79, Tabaré Viudez 81, William Ferreira Martínez 86 |
| 16 lutego 2008 | Tacuarembó – Montevideo Wanderers 2:0 Aldo Fabián Díaz 19, Miguel Britos 69s                                                                                            |
| 16 lutego 2008 | Liverpool Montevideo – River Plate Montevideo 0:2 Jonathan Urretavizcaya 46, Diego Silva 59                                                                             |
| 17 lutego 2008 | Danubio FC – Juventud Las Piedras 1:2 Cristian Bardaro 30 – Pablo di Fiori 68, Gastón Machado 88                                                                        |
| 17 lutego 2008 | CA Cerro – CA Bella Vista 2:3 Ignacio Medina 67, Sebastián Regueiro 93 – Martín Icart 6, Washington Camacho 35, José Luis Tancredi 75                                   |
| 17 lutego 2008 | Progreso Montevideo – Miramar Miramar Misiones 1:0 Danilo Asconegui 22                                                                                                  |
| 17 lutego 2008 | CA Peñarol – Central Español Montevideo 2:1 José María Franco 34, Antonio Pacheco D’Agosti 54 – Abel Hernández 39k                                                      |
| 27 lutego 2008 | Club Nacional de Football – Fénix Montevideo 3:1 Óscar Javier Morales 12, Nicolás Bertolo 31, Bruno Fornaroli 71 – Andrés Márquez 58                                    |

### Clausura 2
| Data           | Mecz |
| -------------- | --- |
| 23 lutego 2008 | River Plate Montevideo – CA Peñarol 2:2 Henry Damián Giménez 78k, Diego Silva 93 – José María Franco 13, Matías Manrique 71   |
| 23 lutego 2008 | Defensor Sporting – Tacuarembó 2:0 Jairo Castillo 27, Tabaré Viudez 93                                                        |
| 23 lutego 2008 | Fénix Montevideo – CA Cerro 0:1 Fabián Trujillo 62                                                                            |
| 23 lutego 2008 | Juventud Las Piedras – Progreso Montevideo 3:1 Gastón Machado 3, Pablo di Fiori 56, Gastón Bueno 82 – Maximiliano Lombardi 19 |
| 24 lutego 2008 | Montevideo Wanderers – Club Nacional de Football 1:3 Manuel Abreu 55 – Martín Ligüera 45+2k, 57, Bruno Fornaroli 50           |
| 24 lutego 2008 | CA Bella Vista – Rampla Juniors 0:0                                                                                           |
| 24 lutego 2008 | Central Español Montevideo – Liverpool Montevideo 1:3 Gastón Otrera 40 – Paulo Pezzolano 22, 36, 62                           |
| 27 lutego 2008 | Miramar Miramar Misiones – Danubio FC 1:4 Alejo Saravia 88 – Carlos María Morales 9, 43, Daley Mena 12, Pedro Irala 83        |

### Clausura 3
| Data         | Mecz |
| ------------ | --- |
| 1 marca 2008 | Club Nacional de Football – Defensor Sporting 4:0 Deivis Barone 7, Richard Morales 31, Adrián Romero 65, Mauricio Victorino 86           |
| 1 marca 2008 | Rampla Juniors – Montevideo Wanderers 1:3 Maximiliano Castro 14 – Danilo Peinado 40k, Jonathan Alexis Pérez 69, 91                       |
| 1 marca 2008 | Tacuarembó – CA Bella Vista 3:2 Aldo Fabián Díaz 17k, Franco Ariel Sosa 23, Germán Hornos 45 – José Luis Tancredi 40, Gonzalo Fontana 58 |
| 2 marca 2008 | CA Cerro – River Plate Montevideo 1:4 Darío Flores Bistolfi 22s – Jonathan Urretavizcaya 1, 12, Henry Damián Giménez 38, Sergio Souza 81 |
| 2 marca 2008 | CA Peñarol – Juventud Las Piedras 3:2 José María Franco 34, 53, Carlos Bueno 63 – Gonzalo Porras 58, 74                                  |
| 2 marca 2008 | Danubio FC – Fénix Montevideo 2:2 Daley Mena 55, Sergio Rodríguez 85 – Diego Ifrán 57, Martín Cardozo 59                                 |
| 2 marca 2008 | Progreso Montevideo – Central Español Montevideo 3:1 Danilo Asconegui 84, Júnior Aliberti 86, 89 – Martín Cauteruccio 61                 |
| 2 marca 2008 | Liverpool Montevideo – Miramar Miramar Misiones 2:0 Héctor Acuña 59, Emiliano Alfaro 83                                                  |

### Clausura 4
| Data         | Mecz |
| ------------ | --- |
| 8 marca 2008 | Montevideo Wanderers – CA Peñarol 1:0 Juan Álvez 47 |
| 8 marca 2008 | Juventud Las Piedras – Liverpool Montevideo 1:2 Carlos Rubén Planchón 76 – Eduardo Aranda 40, Paulo Pezzolano 58                                       |
| 8 marca 2008 | Miramar Miramar Misiones – Tacuarembó 4:0 Marcelo Mansilla 30, Andrés Walter Rodríguez 59, 76, Juan Pedro da Silva 86                                  |
| 8 marca 2008 | River Plate Montevideo – Rampla Juniors 7:0 Fabricio Núñez 13, Henry Damián Giménez 45+1k, 57k, Sergio Souza 48, Diego Silva 82, Jorge Zambrana 83, 88 |
| 9 marca 2008 | Danubio FC – Defensor Sporting 4:3 Ribair Rodríguez 22, Cristian Bardaro 56, Matías Pérez 61, Diego Ferreira 90+5                                      |
| 9 marca 2008 | CA Bella Vista – Club Nacional de Football 0:1 Bruno Fornaroli 72k                                                                                     |
| 9 marca 2008 | Central Español Montevideo – CA Cerro 2:1 Martín Cauteruccio 12, Luis Oyarbide 42 – Zinho 84                                                           |
| 9 marca 2008 | Fénix Montevideo – Progreso Montevideo 1:2 Cristian Núñez 26 – Luis Almada 51, Sebastián Aset 88                                                       |

### Clausura 5
| Data          | Mecz |
| ------------- | --- |
| 15 marca 2008 | CA Cerro – Juventud Las Piedras 0:0 |
| 15 marca 2008 | Danubio FC – River Plate Montevideo 1:5 Cristian Bardaro 9k – Sergio Souza 24, Bruno Montelongo 39, Jonathan Urretavizcaya 52, Henry Damián Giménez 56, 62 |
| 15 marca 2008 | Club Nacional de Football – Miramar Miramar Misiones 1:2 Mauricio Victorino 88 – Alejo Saravia 19, Rodolfo López 74                                        |
| 16 marca 2008 | Liverpool Montevideo – Montevideo Wanderers 1:1 Carlos Aguiar 9 – Manuel Abreu 13                                                                          |
| 16 marca 2008 | Tacuarembó – Fénix Montevideo 1:1 Franco Ariel Sosa 63k – Gabriel Álvez 43                                                                                 |
| 16 marca 2008 | Rampla Juniors – Central Español Montevideo 1:0 Javier Benia 60k                                                                                           |
| 16 marca 2008 | Progreso Montevideo – Defensor Sporting 0:2 Régis Lima 27, Sebastián Fernández 82                                                                          |
| 16 marca 2008 | CA Peñarol – CA Bella Vista 6:0 Gerardo Alcoba 8, Carlos Bueno 33k, 45+3, 51, Fernando Correa 59k, Amaranto Abascal 86s                                    |

### Clausura 6
| Data          | Mecz |
| ------------- | --- |
| 22 marca 2008 | Montevideo Wanderers – CA Cerro 1:0 Diego Chaves 75 |
| 22 marca 2008 | Miramar Miramar Misiones – CA Peñarol 0:2 Antonio Pacheco D’Agosti 49, Carlos Bueno 86 |
| 23 marca 2008 | Fénix Montevideo – Rampla Juniors 2:0 Gabriel Álvez 21, Diego Ifrán 87 |
| 23 marca 2008 | River Plate Montevideo – Tacuarembó 5:0 Jonathan Urretavizcaya 15, Henry Damián Giménez 54, 71, Sergio Souza 61, Robert Mario Flores Bistolfi 85 |
| 23 marca 2008 | Juventud Las Piedras – Club Nacional de Football 1:2 Rodrigo Mora 73 – Martín Ligüera 24k, Bruno Fornaroli 54 |
| 23 marca 2008 | Defensor Sporting – Liverpool Montevideo 3:5vo Jorge Cazulo 53, Sebastián Fernández 67, 94 – Eduardo Aranda 28, Paulo Pezzolano 92 mecz zakończony wynikiem 3:2 dla klubu Defensor zweryfikowano na 3:5 dla Liverpoolu (doliczając 3 bramki na konto kapitana dużyny Carlosa Macchi) z powodu nieuprawnionego piłkarza w zespole Defensoru (Mariano Rubbo) |
| 23 marca 2008 | CA Bella Vista – Progreso Montevideo 1:3 José Luis Tancredi 20 – Mathías Riquero 15, Maximiliano Lombardi 34, Danilo Asconegui 63 |
| 23 marca 2008 | Central Español Montevideo – Danubio FC 2:0 Martín Cauteruccio 33k, 48 |

### Clausura 7
| Data          | Mecz |
| ------------- | --- |
| 29 marca 2008 | Club Nacional de Football – Central Español Montevideo 1:0 Bruno Fornaroli 13                                          |
| 29 marca 2008 | Progreso Montevideo – River Plate Montevideo 0:3 Henry Damián Giménez 7k, Jonathan Urretavizcaya 62, Jorge Zambrana 66 |
| 29 marca 2008 | Liverpool Montevideo – CA Bella Vista 2:2 Héctor Acuña 25, Carlos Aguiar 85 – Gonzalo Fontana 51, Jorge Álvez 78       |
| 30 marca 2008 | CA Cerro – Defensor Sporting 1:2 Zinho 32 – Álvaro Navarro 87, Pablo Gaglianone 90                                     |
| 30 marca 2008 | Tacuarembó – Juventud Las Piedras 0:1 Gonzalo Gutiérrez 33                                                             |
| 30 marca 2008 | CA Peñarol – Fénix Montevideo 2:1 Carlos Bueno 37k, Antonio Pacheco D’Agosti 72k – Gabriel Álvez 89                    |
| 30 marca 2008 | Danubio FC – Montevideo Wanderers 4:1 Cristian Bardaro 30, 56, Daley Mena 39, Pedro Irala 90 – Danilo Peinado 60       |
| 30 marca 2008 | Rampla Juniors – Miramar Miramar Misiones 0:0                                                                          |

### Clausura 8
| Data            | Mecz |
| --------------- | --- |
| 5 kwietnia 2008 | CA Peñarol – Danubio FC 2:1 Rubén Olivera 72, Antonio Pacheco D’Agosti 95k – Carlos María Morales 49k                       |
| 5 kwietnia 2008 | Central Español Montevideo – Juventud Las Piedras 2:0 Luis Oyarbide 15, Raúl Tarragona 86                                   |
| 5 kwietnia 2008 | Montevideo Wanderers – CA Bella Vista 0:2 Alejandro Reyes Sosa 48, Nicolás Freitas 89                                       |
| 6 kwietnia 2008 | Progreso Montevideo – Liverpool Montevideo 1:4 Máximo Lucas 52s – Héctor Acuña 20, 45, Carlos Aguiar 40, Eduardo Aranda 61  |
| 6 kwietnia 2008 | Club Nacional de Football – Rampla Juniors 1:0 Bruno Fornaroli 17                                                           |
| 6 kwietnia 2008 | Fénix Montevideo – Defensor Sporting 1:3 José Cancela 24k – Jairo Castillo 17, Régis Lima 73, Juan Pablo Rodríguez Conde 90 |
| 6 kwietnia 2008 | Tacuarembó – CA Cerro 0:1 Matías Cabrera 6                                                                                  |
| 6 kwietnia 2008 | Miramar Miramar Misiones – River Plate Montevideo 1:3 Pablo Meloño 3 – Sergio Souza 43, 72, 76                              |

### Clausura 9
| Data             | Mecz |
| ---------------- | --- |
| 12 kwietnia 2008 | Danubio FC – Club Nacional de Football 1:3 Cristian Bardaro 45+1 – Bruno Fornaroli 38, 63, Daniel Arismendi 87                                                       |
| 12 kwietnia 2008 | CA Cerro – Progreso Montevideo 1:0 Raúl Molina 61 |
| 12 kwietnia 2008 | CA Bella Vista – Miramar Miramar Misiones 0:1 Pablo Meloño 8 |
| 13 kwietnia 2008 | Liverpool Montevideo – CA Peñarol 4:3 Maximiliano Lucas 15, Paolo Patritti 59, Paulo Pezzolano 65, Maximiliano Montero 80 – Fabián Estoyanoff 8, Carlos Bueno 30, 53 |
| 13 kwietnia 2008 | River Plate Montevideo – Central Español Montevideo 3:0 Jonathan Urretavizcaya 20, Jorge Marcelo Rodríguez 32, Diego Silva 88                                        |
| 13 kwietnia 2008 | Juventud Las Piedras – Fénix Montevideo 1:1 Pablo di Fiori 28 – Diego Ifrán 62                                                                                       |
| 13 kwietnia 2008 | Rampla Juniors – Tacuarembó 1:3 Javier Benia 79 – Franco Ariel Sosa 17, Víctor Lasserre 41s, Aldo Fabián Díaz 60                                                     |
| 13 kwietnia 2008 | Defensor Sporting – Montevideo Wanderers 4:0 Jorge Cazulo 38, Jairo Castillo 43, Sebastián Fernández 46, Diego Ferreira 72                                           |

### Clausura 10
| Data             | Mecz |
| ---------------- | --- |
| 19 kwietnia 2008 | River Plate Montevideo – Club Nacional de Football 3:6 Jonathan Urretavizcaya 5, Adrián Romero 20s, Bruno Montelongo 34 – Richard Morales 45+1, Bruno Fornaroli 48, Mauricio Victorino 53, 90+2, Adrián Romero 68, Roberto Sebastián Brum 72 |
| 19 kwietnia 2008 | Central Español Montevideo – Tacuarembó 1:1 Luis Oyarbide 7 – Aldo Fabián Díaz 36 |
| 19 kwietnia 2008 | Fénix Montevideo – Liverpool Montevideo 2:3 Diego Ifrán 5, Daniel Leites 84 – Carlos Aguiar 16, Paolo Patritti 31, Paulo Pezzolano 71 |
| 20 kwietnia 2008 | CA Bella Vista – Danubio FC 3:0 Jorge Álvez 39, Hernán Figueredo 80, Jesús Belase 87 |
| 20 kwietnia 2008 | Defensor Sporting – CA Peñarol 0:1 Rubén Olivera 41 |
| 20 kwietnia 2008 | Juventud Las Piedras – Rampla Juniors 0:0 |
| 20 kwietnia 2008 | Miramar Miramar Misiones – CA Cerro 1:1 Marcelo Mansilla 57 – Eduardo Mieres 16s |
| 20 kwietnia 2008 | Montevideo Wanderers – Progreso Montevideo 2:1 Diego Chaves 5, Danilo Peinado 45k – Jorge Ramírez 25 |

### Clausura 11
| Data             | Mecz |
| ---------------- | --- |
| 26 kwietnia 2008 | Danubio FC – Rampla Juniors 2:2 Raúl Ferro 22, Matías Pérez 56 – Gonzalo Garavano 11, Oscar Dastés 52                                               |
| 26 kwietnia 2008 | Miramar Miramar Misiones – Montevideo Wanderers 2:4 Pablo Meloño 25, 37 – Álvaro Fernández 72, Miguel Britos 80, Danilo Peinado 86, Diego Chaves 90 |
| 26 kwietnia 2008 | Liverpool Montevideo – Club Nacional de Football 1:1 Héctor Acuña 21 – Diego Vera 68                                                                |
| 27 kwietnia 2008 | River Plate Montevideo – CA Bella Vista 2:0 Sergio Souza 26, Andreé González 60                                                                     |
| 27 kwietnia 2008 | Juventud Las Piedras – Defensor Sporting 0:2 Jairo Castillo 6, Sebastián Fernández 66                                                               |
| 27 kwietnia 2008 | Central Español Montevideo – Fénix Montevideo 2:1 Martín Cauteruccio 37k, Raúl Tarragona 52 – Daniel Leites 62                                      |
| 27 kwietnia 2008 | Tacuarembó – Progreso Montevideo 1:3 Pablo Lavandeira 77 – Danilo Asconegui 28, Jorge Ramírez 34, Sebastián Aset 90                                 |
| 27 kwietnia 2008 | CA Peñarol – CA Cerro 3:0 Gerardo Alcoba 63, Antonio Pacheco D’Agosti 84, Carlos Bueno 91                                                           |

### Clausura 12
| Data        | Mecz |
| ----------- | --- |
| 3 maja 2008 | Club Nacional de Football – Tacuarembó 1:2 Nicolás Bertolo 57 – Nicolás Pereyra 20, Héctor Vázquez 24 |
| 3 maja 2008 | Progreso Montevideo – CA Peñarol 0:3 Rubén Olivera 48, Fabián Estoyanoff 62, José María Franco 83 |
| 3 maja 2008 | CA Bella Vista – Central Español Montevideo 1:0 Rubén Gabriel Fernández 59 |
| 4 maja 2008 | Defensor Sporting – River Plate Montevideo 4:3 Diego de Souza Carballo 6k, Mario Risso 60, Julio Marchant 63, Juan Pablo Rodríguez Conde 80 – Sergio Souza 1, Henry Damián Giménez 47, Robert Mario Flores Bistolfi 83 |
| 4 maja 2008 | CA Cerro – Danubio FC 2:0 Pedro Irala 1s, Ignacio Medina 89 |
| 4 maja 2008 | Montevideo Wanderers – Juventud Las Piedras 1:1 Danilo Peinado 53 – Miguel Murillo 83 |
| 4 maja 2008 | Fénix Montevideo – Miramar Miramar Misiones 2:0 Gabriel Álvez 25, Diego Ifrán 84 |
| 4 maja 2008 | Rampla Juniors – Liverpool Montevideo 2:0 Gonzalo Garavano 1, Gastón Puerari 90 |

### Clausura 13
| Data         | Mecz |
| ------------ | --- |
| 10 maja 2008 | Central Español Montevideo – Montevideo Wanderers 0:1 Manuel Abreu 84 |
| 10 maja 2008 | Fénix Montevideo – River Plate Montevideo 1:2 Diego Ifrán 47 – Sergio Souza 37, Henry Damián Giménez 91 |
| 10 maja 2008 | Danubio FC – Tacuarembó 1:3 Jorge Adrián García 87 – Aldo Fabián Díaz 21, Braian Rodríguez 42, Franco Ariel Sosa 52                                                                                           |
| 10 maja 2008 | Juventud Las Piedras – CA Bella Vista 1:2 Gastón Machado 42k – Jorge Álvez 36, José Luis Tancredi 80 |
| 10 maja 2008 | Defensor Sporting – Miramar Miramar Misiones 5:3 Diego de Souza Carballo 43k, 60, 84k, Juan Martín Parodi 75, Juan Pablo Rodríguez Conde 93 – Pablo Meloño 29, Adrián Speranza 32, Andrés Walter Rodríguez 65 |
| 11 maja 2008 | CA Peñarol – Club Nacional de Football 4:2 Antonio Pacheco D’Agosti 6. Rubén Olivera 21, 46, Carlos Bueno 43 – Bruno Fornaroli 26, Nicolás Bertolo 45+3                                                       |
| 11 maja 2008 | CA Cerro – Liverpool Montevideo 1:5 Zinho 67 – Nicolás Correa 36, Paulo Pezzolano 62, Héctor Acuña 64, Emiliano Alfaro 78, Osvaldo Francisco Canobbio 90                                                      |
| 11 maja 2008 | Rampla Juniors – Progreso Montevideo 4:3 Gonzalo Garavano 16, 26, Javier Benia 89, Gastón Puerari 91 – Mathías Riquero 15, 17, 61                                                                             |

### Clausura 14
| Data         | Mecz |
| ------------ | --- |
| 17 maja 2008 | CA Bella Vista – Fénix Montevideo 0:1 Diego Ifrán 83 |
| 17 maja 2008 | Club Nacional de Football – Progreso Montevideo 1:3 Deivis Barone 62 – Júnior Aliberti 9, Jorge Ramírez 15, Mathías Riquero 48                                              |
| 17 maja 2008 | Defensor Sporting – Central Español Montevideo 3:3 Alejandro Acosta 57, Federico Laens 72, Juan Martín Parodi 83 – Abel Hernández 47k, Nelson Semperena 87, Nicolás Gard 93 |
| 18 maja 2008 | Miramar Miramar Misiones – Juventud Las Piedras 0:1 Gonzalo Gutiérrez 7 |
| 18 maja 2008 | Tacuarembó – CA Peñarol 1:2 Braian Rodríguez 16 – Gerardo Alcoba 33, José María Franco 83                                                                                   |
| 18 maja 2008 | Liverpool Montevideo – Danubio FC 0:0 |
| 18 maja 2008 | CA Cerro – Rampla Juniors 0:1 Oscar Dastés 65 |
| 18 maja 2008 | Montevideo Wanderers – River Plate Montevideo 1:2 Jonathan Charquero 83 – Fabricio Núñez 59, Robert Mario Flores Bistolfi 60                                                |

### Clausura 15
| Data           | Mecz |
| -------------- | --- |
| 31 maja 2008   | Fénix Montevideo – Montevideo Wanderers 2:3 Diego Ifrán 51, 72 – Danilo Peinado 26, 66, Diego Chaves 47                               |
| 31 maja 2008   | Progreso Montevideo – Danubio FC 2:3 Javier Méndez 26, Júnior Aliberti 31 – Pedro Irala 40, Carlos María Morales 52, Pablo Míguez 70  |
| 31 maja 2008   | Club Nacional de Football – CA Cerro 3:2 Diego Vera 1, Nicolás Bertolo 81, Richard Morales 87 – Fabián Trujillo 39, Ignacio Medina 77 |
| 31 maja 2008   | Central Español Montevideo – Miramar Miramar Misiones 1:3 Abel Hernández 48 – Andrés Walter Rodríguez 45, 51, Luis Jesús Toscanini 90 |
| 31 maja 2008   | Tacuarembó – Liverpool Montevideo 1:4 Aldo Fabián Díaz 70 – Paulo Pezzolano 40, 63, 65, 90                                            |
| 1 czerwca 2008 | CA Peñarol – Rampla Juniors 5:0 Carlos Bueno 8, Fabián Estoyanoff 18, 31, Diego Rodríguez Da Luz 77, José María Franco 90             |
| 1 czerwca 2008 | River Plate Montevideo – Juventud Las Piedras 2:0 Diego Silva 57, Nathaniel Revetria 62                                               |
| 1 czerwca 2008 | CA Bella Vista – Defensor Sporting 1:2 Antonio Esmerode 29 – Pablo Gaglianone 18, William Ferreira Martínez 57k                       |

### Tabela Torneo Clausura 2007/08
| Poz | Klub                       | Mecze | Zw | Rem | Por | Pkt | BrZd | BrStr |
| --- | -------------------------- | ----- | -- | --- | --- | --- | ---- | ----- |
| 1   | CA Peñarol                 | 15    | 12 | 1   | 2   | 37  | 40   | 15    |
| 2   | River Plate Montevideo     | 15    | 12 | 1   | 2   | 37  | 48   | 17    |
| 3   | Liverpool Montevideo       | 15    | 9  | 4   | 2   | 31  | 36   | 21    |
| 4   | Defensor Sporting          | 15    | 10 | 1   | 4   | 31  | 41   | 27    |
| 5   | Club Nacional de Football  | 15    | 10 | 1   | 4   | 31  | 33   | 21    |
| 6   | Montevideo Wanderers       | 15    | 7  | 2   | 6   | 23  | 20   | 25    |
| 7   | Progreso Montevideo        | 15    | 6  | 0   | 9   | 18  | 23   | 30    |
| 8   | CA Bella Vista             | 15    | 5  | 2   | 8   | 17  | 17   | 24    |
| 9   | Tacuarembó                 | 15    | 5  | 2   | 8   | 17  | 18   | 29    |
| 10  | Juventud Las Piedras       | 15    | 4  | 4   | 7   | 16  | 14   | 19    |
| 11  | Rampla Juniors             | 15    | 4  | 4   | 7   | 16  | 13   | 32    |
| 12  | Danubio FC                 | 15    | 4  | 3   | 8   | 15  | 24   | 33    |
| 13  | Central Español Montevideo | 15    | 4  | 2   | 9   | 14  | 16   | 24    |
| 14  | Miramar Miramar Misiones   | 15    | 4  | 2   | 9   | 14  | 18   | 27    |
| 15  | CA Cerro                   | 15    | 4  | 2   | 9   | 14  | 14   | 25    |
| 16  | Fénix Montevideo           | 15    | 3  | 3   | 9   | 12  | 19   | 25    |

Z powodu równej liczby punktów konieczne było rozegranie barażu o zwycięstwo w turnieju Clausura.
| Baraż o zwycięstwo w turnieju Clausura |
| --- |
| River Plate Montevideo – CA Peñarol 3:5 (3:2) 9 czerwca 2008 Montevideo Estadio Centenario (?) |
| Sędzia: Jorge Larrionda (Pablo Fandiño, Edgardo Acosta) |
| Bramki: 1:0 Gerardo Alcoba 8s, 1:1 Gerardo Alcoba 29, 2:1 Pablo Tiscornia 31, 3:1 Jonathan Urretavizcaya 40, 3:2 Fernando Correa 44, 3:3 José María Franco 57, 3:4 Antonio Pacheco D’Agosti 78, 3:5 Carlos Bueno 83 |
| Club Atlético River Plate: Álvaro Marcelo García – Pablo Tiscornia, Darío Flores Bistolfi, Diego Sosa, Bruno Montelongo (Jorge Zambrana 46), Juan Ramón Curbelo, Jorge Marcelo Rodríguez, Robert Mario Flores Bistolfi, Henry Damián Giménez (66 Nathaniel Revetria, 80 Diego Silva), Sergio Souza, Jonathan Urretavizcaya. Trener: Juan Ramón Carrasco |
| Club Atlético Peñarol: Nicolás Biglianti – Matías Aguirregaray, Gerardo Alcoba, Matías Manrique, Maximiliano Arias (24 Federico Pérez Silvera), Mario Álvarez, Marcel Román, Antonio Pacheco D’Agosti, Fabián Estoyanoff, Carlos Bueno (85 Maximiliano Bajter), Fernando Correa (José María Franco 50). Trener: Mario Saralegui                         |

Zwycięzcą w turnieju Clausura został klub CA Peñarol.

### Klasyfikacja strzelców bramek
| Gole | Piłkarz              | Klub                   |
| ---- | -------------------- | ---------------------- |
| 12   | Paulo Pezzolano      | Liverpool Montevideo   |
| 11   | Carlos Bueno         | CA Peñarol             |
| 11   | Henry Damián Giménez | River Plate Montevideo |

### Tablica spadkowa na koniec turnieju Clausura 2007/08
Tabela sporządzona jako suma tabel sumarycznych sezonów 2006/07 i 2007/08. Do drugiej ligi spadły trzy ostatnie zespoły. W przypadku trzech beniaminków (Fénix Montevideo, CA Cerro i Juventud Las Piedras) dorobek sezonu 2007/08 został podwojony.
| Poz | Klub                       | Mecze | Zw | Rem | Por | Pkt | BrZd | BrStr |
| --- | -------------------------- | ----- | -- | --- | --- | --- | ---- | ----- |
| 1   | Defensor Sporting          | 60    | 38 | 11  | 11  | 125 | 124  | 69    |
| 2   | CA Peñarol                 | 60    | 35 | 13  | 12  | 118 | 125  | 76    |
| 3   | Danubio FC                 | 60    | 34 | 10  | 16  | 112 | 120  | 74    |
| 4   | Club Nacional de Football  | 60    | 29 | 13  | 18  | 100 | 94   | 77    |
| 5   | River Plate Montevideo     | 60    | 28 | 13  | 19  | 97  | 126  | 91    |
| 6   | Montevideo Wanderers       | 60    | 29 | 10  | 21  | 97  | 97   | 90    |
| 7   | Liverpool Montevideo       | 60    | 24 | 13  | 23  | 85  | 102  | 89    |
| 8   | Juventud Las Piedras       | 60    | 20 | 20  | 20  | 80  | 60   | 58    |
| 9   | Rampla Juniors             | 60    | 21 | 16  | 23  | 79  | 69   | 91    |
| 10  | CA Bella Vista             | 60    | 22 | 8   | 30  | 74  | 79   | 90    |
| 11  | CA Cerro                   | 60    | 18 | 20  | 22  | 74  | 60   | 78    |
| 12  | Tacuarembó                 | 60    | 17 | 19  | 24  | 70  | 73   | 89    |
| 13  | Central Español Montevideo | 60    | 19 | 9   | 32  | 66  | 69   | 100   |
| 14  | Fénix Montevideo           | 60    | 14 | 22  | 24  | 64  | 66   | 78    |
| 15  | Miramar Miramar Misiones   | 60    | 17 | 10  | 33  | 61  | 63   | 93    |
| 16  | Progreso Montevideo        | 60    | 16 | 12  | 32  | 60  | 75   | 120   |

Do drugiej ligi spadły następujące kluby: Fénix Montevideo, Miramar Miramar Misiones i Progreso Montevideo. Na ich miejsce awansowały trzy najlepsze kluby drugoligowe: Racing Montevideo (mistrz drugiej ligi), Cerro Largo Melo i Villa Española Montevideo.

## Sumaryczna tabela sezonu 2007/2008
Pierwszy zespół z sumarycznej tabeli miał prawo stoczyć walkę o mistrzostwo Urugwaju ze zwycięzcą dwumeczu między zwycięzcą turnieju Apertura (w tym sezonie był to klub Defensor Sporting) a zwycięzcą turnieju Clausura (CA Peñarol). Sześć najlepszych klubów z tabeli sumarycznej uzyskiwało prawo gry w Copa Artigas, czyli turnieju decydującym o tym, które kluby będą reprezentować Urugwaj w Copa Libertadores  w roku 2009 i Copa Sudamericana  w roku 2008.
| Poz | Klub                       | Mecze | Zw | Rem | Por | Pkt | BrZd | BrStr |
| --- | -------------------------- | ----- | -- | --- | --- | --- | ---- | ----- |
| 1   | Defensor Sporting          | 30    | 21 | 3   | 6   | 66  | 67   | 37    |
| 2   | River Plate Montevideo     | 30    | 19 | 4   | 7   | 61  | 85   | 44    |
| 3   | Club Nacional de Football  | 30    | 16 | 7   | 7   | 55  | 52   | 33    |
| 4   | CA Peñarol                 | 30    | 16 | 6   | 8   | 54  | 61   | 38    |
| 5   | Rampla Juniors             | 30    | 13 | 8   | 9   | 47  | 34   | 44    |
| 6   | Danubio FC                 | 30    | 13 | 7   | 10  | 46  | 58   | 47    |
| 7   | Montevideo Wanderers       | 30    | 13 | 5   | 12  | 44  | 44   | 51    |
| 8   | Liverpool Montevideo       | 30    | 12 | 7   | 11  | 43  | 55   | 45    |
| 9   | Juventud Las Piedras       | 30    | 10 | 10  | 10  | 40  | 30   | 29    |
| 10  | CA Cerro                   | 30    | 9  | 10  | 11  | 37  | 30   | 39    |
| 11  | Tacuarembó                 | 30    | 9  | 7   | 14  | 34  | 33   | 50    |
| 12  | Fénix Montevideo           | 30    | 7  | 11  | 12  | 32  | 33   | 39    |
| 13  | Central Español Montevideo | 30    | 9  | 5   | 16  | 32  | 38   | 52    |
| 14  | Progreso Montevideo        | 30    | 9  | 2   | 19  | 29  | 37   | 68    |
| 15  | Miramar Miramar Misiones   | 30    | 8  | 3   | 19  | 27  | 27   | 47    |
| 16  | CA Bella Vista             | 30    | 6  | 5   | 19  | 23  | 31   | 52    |

## Mistrzostwo Urugwaju
| Półfinał: mistrz Apertury – mistrz Clausury |
| --- |
| CA Peñarol – Defensor Sporting 1:2 i 0:0 |
| 22 czerwca 2008 Montevideo Estadio Centenario CA Peñarol – Defensor Sporting 1:2 (1:2) Sędzia: Líber Prudente (Walter Rial, Igor Moreira) Bramki: 0:1 Andrés Lamas 8, 0:2 Pablo Gaglianone 21k, 1:2 Matías Aguirregaray 44 Czerwone kartki: Antonio Pacheco D’Agosti (91 – druga żółta) / - Club Atlético Peñarol: Nicolás Biglianti – Matías Aguirregaray, Gerardo Alcoba, Matías Manrique, Federico Pérez Silvera, Mario Álvarez (77 Omar Pérez Aguado), Marcel Román (51 José María Franco), Antonio Pacheco D’Agosti, Rubén Olivera (66 Fernando Correa), Fabián Estoyanoff, Carlos Bueno. Trener: Mario Saralegui Defensor Sporting Club: Martin Andrés Silva – Pablo Pintos, Mario Risso, Andrés Lamas, Sebastián Ariosa, Julio Marchant, Pablo Gaglianone, Miguel Amado, Jairo Castillo (62 Diego de Souza Carballo), Sebastián Fernández (89 Régis Lima), Tabaré Viudez (75 William Ferreira Martínez). Trener: Jorge da Silva. |
| 25 czerwca 2008 Montevideo Estadio Centenario (15 000) Defensor Sporting – CA Peñarol 0:0 Sędzia: Roberto Carlos Silvera (Pablo Fandiño, William Casavieja) Czerwone kartki: – / Fernando Correa 90+2 Defensor Sporting Club: Martin Andrés Silva – Pablo Pintos, Mario Risso, Andrés Lamas, Sebastián Ariosa, Julio Marchant, Pablo Gaglianone, Miguel Amado, Jairo Castillo (68 William Ferreira Martínez), Sebastián Fernández (89 Régis Lima), Tabaré Viudez (46 Diego de Souza Carballo). Trener: Jorge da Silva. Club Atlético Peñarol: Nicolás Biglianti – Matías Aguirregaray, Gerardo Alcoba, Darío Rodríguez, Maximiliano Arias (61 Fernando Correa), Mario Álvarez (46 José María Franco), Omar Pérez Aguado (49 Marcel Román), Rubén Olivera, Diego Rodríguez Da Luz, Fabián Estoyanoff, Carlos Bueno. Trener: Mario Saralegui.                                                                                             |

Defensor Sporting uzyskał prawo gry o tytuł mistrza Urugwaju z najlepszą drużyną z tabeli sumarycznej sezonu 2007/08. Ponieważ pierwsze miejsce w tej tabeli zajął także Defensor Sporting – nie było konieczności rozgrywania dodatkowych meczów, a Defensor Sporting został mistrzem Urugwaju w sezonie 2007/08.

## Copa Artigas

### Kolejka 1
| Data            | Mecz                                                                                          |
| --------------- | --------------------------------------------------------------------------------------------- |
| 28 czerwca 2008 | Defensor Sporting – Club Nacional de Football 1:1 Martín Risso 47 – Diego Vera 62             |
| 29 czerwca 2008 | Rampla Juniors – River Plate Montevideo 1:2 Martín Peula 55 – Diego Silva 39, Sergio Souza 84 |
| 29 czerwca 2008 | CA Peñarol – Danubio FC 2:0 Antonio Pacheco D’Agosti 51, Nasa 78                              |

### Kolejka 2
| Data            | Mecz |
| --------------- | --- |
| 29 czerwca 2008 | Defensor Sporting – CA Peñarol 3:0 Miguel Amado 4, Tabaré Viudez 85, Juan Pablo Rodríguez Conde 91                                                                                   |
| 29 czerwca 2008 | Club Nacional de Football – River Plate Montevideo 5:3 Diego Vera 19, 32, 55, Martín Ligüera 52, Nicolás Lodeiro 90 – Bruno Montelongo 29, Diego Flores Bistolfi 38, Sergio Souza 43 |
| 29 czerwca 2008 | Danubio FC – Rampla Juniors 2:0 Marcelo Palau 69 s, Guillermo Maidana 75 |

### Kolejka 3
| Data         | Mecz                                           |
| ------------ | ---------------------------------------------- |
| 5 lipca 2008 | River Plate Montevideo – CA Peñarol 3:3        |
| 6 lipca 2008 | Danubio FC – Defensor Sporting 1:2             |
| 6 lipca 2008 | Club Nacional de Football – Rampla Juniors 4:0 |

### Kolejka 4
| Data          | Mecz                                       |
| ------------- | ------------------------------------------ |
| 12 lipca 2008 | River Plate Montevideo – Danubio FC 0:0    |
| 13 lipca 2008 | Rampla Juniors – Defensor Sporting 2:1     |
| 13 lipca 2008 | CA Peñarol – Club Nacional de Football 2:0 |

### Kolejka 5
| Data          | Mecz |
| ------------- | --- |
| 19 lipca 2008 | Danubio FC – Club Nacional de Football 1:2 Carlos María Morales 66k – Sergio Blanco 48, 86                    |
| 20 lipca 2008 | Defensor Sporting – River Plate Montevideo 1:0 Tabaré Viudez 56                                               |
| 20 lipca 2008 | Rampla Juniors – CA Peñarol 2:2 Martín Peula 53, Marcelo Palau 88 – Víctor Martínez 20s, José María Franco 78 |

### Tabelka Copa Artigas
| Poz | Klub                      | Mecze | Zw | Rem | Por | Pkt | BrZd | BrStr |
| --- | ------------------------- | ----- | -- | --- | --- | --- | ---- | ----- |
| 1   | Club Nacional de Football | 5     | 3  | 1   | 1   | 10  | 12   | 7     |
| 2   | Defensor Sporting         | 5     | 3  | 1   | 1   | 10  | 8    | 4     |
| 3   | CA Peñarol                | 5     | 2  | 2   | 1   | 8   | 9    | 8     |
| 4   | River Plate Montevideo    | 5     | 1  | 2   | 2   | 5   | 8    | 10    |
| 5   | Danubio FC                | 5     | 1  | 1   | 3   | 4   | 4    | 6     |
| 6   | Rampla Juniors            | 5     | 1  | 1   | 3   | 4   | 5    | 11    |

### Zwycięzca Copa Artigas
Ponieważ dwa najlepsze kluby zdobyły jednakową liczbę punktów, w celu wyłonienia zwycięzcy turnieju rozegrano między nimi dodatkowy mecz.
| Mecz decydujący o zwycięstwie w turnieju Copa Artigas |
| --- |
| Club Nacional de Football – Defensor Sporting 1:0 (0:0) |
| 27 lipca 2008 Montevideo Estadio Centenario Club Nacional de Football – Defensor Sporting 1:0 (0:0) Sędzia: Jorge Larrionda (Carlos Pastorino, Igor Moreira) Bramki: 1:0 Santiago Damián García 69 Czerwone kartki: – / Damián Suárez 84 Club Nacional de Football: Leonardo Burián – Gerardo Acosta, Adrián Romero, Pablo Melo, Gastón Filgueira, Diego Arismendi, Óscar Javier Morales, Martín Ligüera (76 Mathías Cardacio), Nicolás Lodeiro, Sergio Blanco, Diego Vera (20 Santiago Damián García). Trener: Gerardo Pelusso Defensor Sporting Club: Martin Andrés Silva – Pablo Pintos (74 Ramón Gambiaggi), Mario Risso, Alejandro Acosta, Damián Suárez, Julio Marchant, Diego Ferreira, Miguel Amado (92 Gonzalo Maulella), Diego de Souza Carballo, Sebastián Fernández, Tabaré Viudez (61 Juan Pablo Rodríguez Conde). Trener: Jorge da Silva. |

Zwycięzcą turnieju Copa Artigas w sezonie 2007/08 został klub Club Nacional de Football.

## Klasyfikacja strzelców bramek całego sezonu 2007/08
| Gole | Piłkarz         | Klub                      |
| ---- | --------------- | ------------------------- |
| 19   | Richard Porta   | River Plate Montevideo    |
| 11   | Cristian Stuani | Danubio FC                |
| 11   | Bruno Fornaroli | Club Nacional de Football |